# Dieter Kraus
Dieter Kraus (* 1972 in Ulm) ist ein deutscher Saxophonist. Er spielt sowohl als Kammer- und Orchestermusiker, als auch im Jazzbereich.

## Werdegang
Kraus begann im Alter von 9 Jahren, Saxophon zu spielen. Ab 1992 studierte er am Münchner Richard-Strauss-Konservatorium. Er schloss dort 1998 mit dem Konzertexamen ab. Seither ist er mit verschiedenen Gruppierungen, aber auch als Solist und als Saxophonlehrer an der Ulmer Musikschule tätig.

### Orchester und Gruppierungen
Dieter Kraus wirkte und wirkt in verschiedenen Orchestern und musikalischen Gruppierungen mit. Seine Karriere begann in der Ulmer Knabenmusik. 1994 gründete er mit befreundeten Saxophonisten das Kammermusikquartett Saxofourte und spielte dort von 1994 bis 2006 das Altsaxofon. 1998 erhielt das Quartett einen Plattenvertrag beim Major Label BMG.
Daneben spielte Kraus immer wieder in renommierten Orchestern mit, darunter die Staatsphilharmonie Rheinland-Pfalz, die Württembergische Philharmonie Reutlingen, das Symphonieorchester des Bayerischen Rundfunks, die Ulmer Philharmoniker und das National Polish Orchestra. Parallel dazu arbeitete Kraus begonnen, mit dem Organisten Andreas Gräsle zusammen; das Projekt wurde 2001 mit Trompeter Joo Kraus zum Trio erweitert. Er ist auch auf Tonträgern von Tab Two zu hören.
Nach seinem Ausstieg bei Saxofourte gründete er zusammen mit den Saxofonisten Thorsten Skringer, Libor Šíma, Ralf Ritscher und dem Kontrabassisten Markus Bodenseh das Ensemble Der fünfte Mann, mit dem er sich etwas von der Kammermusik weg in den Bereich des Jazz bewegt. 2017 gründete er zudem die Band Klangwelle. Im selben Jahr interpretierte er das Stück Auf dem Podium von Günter Buhles, das auch auf Tonträger veröffentlicht wurde.

### Preise und Auszeichnungen
In den Jahren 1989 und 1991 erhielt Kraus jeweils einen 2. Platz beim Bundeswettbewerb "Jugend musiziert". 1992 erhielt er ein Künstlerstipendium der Stadt Ulm. Beim internationalen Kammermusikwettbewerb in Verona gewann er 1997 mit dem Quartett Saxofourte den ersten Preis.

## Diskographische Hinweise
- 1998: Saxofourte (Sony BMG)
- 2002: Saxofourte: From Here to There (Sony BMG)
- 2002: Terry Riley: In C (WERGO)
- 2004: Saxofourte: We Are not Alone (Sony BMG)